# Artur Brauner
Artur „Atze” Brauner (n. 1 august 1918, Łódź, Regatul Poloniei – d. 7 iulie 2019, Berlin, Germania) a fost un producător de film și antreprenor german. A produs peste 300 de filme din 1946, marea majoritate sub numele companiei sale din Berlinul de Vest, CCC Film.

## Biografie
Evreu polonez la origine, supraviețuiește erei naziste fugind în Uniunea Sovietică. Interesul său principal a fost să producă filme despre epoca nazistă, dar după ce primul său astfel de film a eșuat la box office, a produs filme de divertisment, al căror succes comercial i-a finanțat apoi filmele legate de Holocaust, dintre care unele au avut succes.
La Berlinala din 2003, a primit Berlinale Kamera pentru întreaga sa carieră. Printre premiile pentru filmele produse de el se numără două premii Globul de Aur și un premiu Oscar pentru Grădina familiei Finzi-Contini al lui Vittorio De Sica. 
În 2009, Brauner a donat 21 dintre filmele sale legate de Holocaust către Yad Vashem, și, în onoarea sa, centrul de cercetare media al Yad Vashem îi poartă numele.
Brauner a murit pe 7 iulie 2019 la Berlin, la 100 de ani.